# Alexander Fol
Pour les articles homonymes, voir Fol.
Alexander ou Aleksandar Nikolaev Fol (en bulgare Александър Николаев Фол, translittération scientifique internationale Aleksandăr Nikolaev Fol, né le 3 juillet 1933 à Sofia et mort le 1er mars 2006, est un historien et un thracologue bulgare.

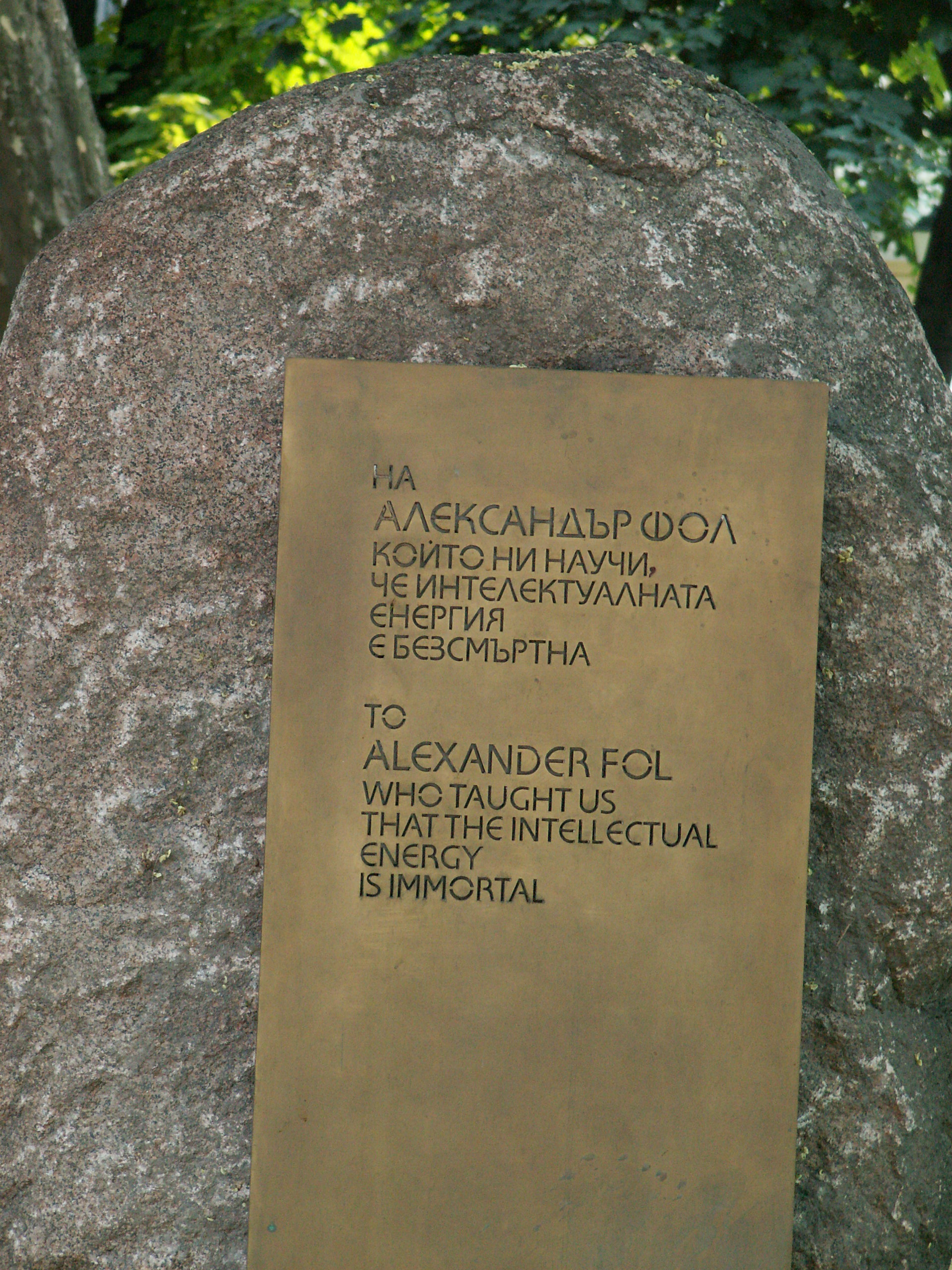
Monument à Aleksandăr Fol devant l'Institut de thracologie de l'Académie bulgare des sciences, avec l'inscription : « À Aleksandăr Fol, qui nous a appris que l'énergie intellectuelle est immortelle. »

## Biographie
En 1957, il termine ses études d'histoire à l'université Saint-Clément d'Ohrid de Sofia, où il soutient sa thèse en 1966. Entre-temps, ses études l'ont mené au Collège de France et à l'Institut archéologique allemand de Berlin. Il devient professeur à Sofia en 1975. En 1977, avec la fille de Todor Živkov, Ljudmila Živkova, il fonde le Lycée national de langues et cultures anciennes de Sofia. En 1979, il fonde la chaire d'histoire ancienne et de thracologie au sein de la faculté d'histoire de l'université de Sofia. Il en sera le directeur jusqu'en 1987. De 1980 à 1986, il est ministre de la culture et de l'éducation de la République populaire de Bulgarie.
Ses recherches portent essentiellement sur l'histoire de la Grèce classique et l'histoire romaine, mais il est surtout connu comme spécialiste de thracologie.
En 1972, il met en place l'Institut de thracologie au sein de l'Académie bulgare des sciences à Sofia, dont il sera le premier directeur jusqu'en 1992. Aujourd'hui, l'institut porte son nom (Centăr po trakologija prof. Aleksandăr Fol, Centre de thracologie Aleksandăr Fol). Durant ces vingt années, il organise des congrès internationaux de thracologie successivement à Sofia, Bucarest, Vienne, Rotterdam, Moscou et Palma de Majorque. Il était également secrétaire-général du Conseil international pour les Études indo-européennes et de thracologie.
Titulaire d'une chaire d'histoire ancienne et de thracologie à l’université de Sofia entre 1979 et 1987, puis d'une chaire d'histoire culturelle de l'Europe du Sud-est jusqu'en 1991. Il a en parallèle fondé un Institut des recherches bulgares à Vienne et une école pour les langues et la culture antiques à Sofia en 1977. Mais il était également archéologue puisqu'il était directeur des fouilles archéologiques dans le village de Drama, dans l'est de la Bulgarie, conjointement avec Jan Lichardus, membre de l'Institut de la Préhistoire et de la Protohistoire à l'Université de la Sarre (Sarrebruck).
Les travaux d'Aleksandăr Fol sont reconnus internationalement puisqu'il était membre de l'Accademia Medicea à Florence en Italie, de l'Institut archéologique allemand, de la Société Leibniz à Berlin, de l'Académie Maison internationale des intellectuels (MIDI) à Paris. Il a été professeur invité dans de nombreuses universités de par le monde (Royaume-Uni, États-Unis, Russie, Allemagne, Japon, France, Italie, etc.).
Aleksandăr Fol est mort le 1er mars 2006 des suites d'un cancer de l'estomac.

## Distinctions
Aleksandăr Fol a été fait en 1998 chevalier de l'ordre des Arts et des Lettres. Il a reçu en 2000 la plus haute distinction de l'université Saint-Clément d'Ohrid de Sofia, la médaille Sveti Kiril (saint Cyrille) à bordure bleue. Il a été décoré en 2003 de l'Ordre de Stara Planina, la plus haute décoration bulgare.